# Vajda Ödön (gépészmérnök)
Vajda Ödön (Budapest, 1881. július 23. – Budapest, 1962. február 25.) gépészmérnök, műegyetemi tanár.

## Életútja
Vajda Adolf (1846–1915) és Heinrich Jolán (1861–1945) fia. 1903-ban szerezte diplomáját a budapesti műegyetemen, de tanult még Németországban és Angliában is. Dolgozott a győri vagongyárban és a Magyar Mezőgazdák Szövetkezeténél, majd ezután mint mérnök katonai szolgálatot teljesített 1918-ig az első világháború alatt. Később a szénügyek kormánybiztosságához került, itt megkapta a tőzegügyek irányítását, s a későbbiekben az ebből megalakult állami tőzegvállalat vezetője volt. 1921–1930 között magánmérnöki gyakorlatot folytatott, közben 1921-ben a budapesti műegyetemen lett magántanár, 1930-tól pedig a mezőgazdasági iparok helyettes, majd 1935-től nyilvános rendes tanára. Körülbelül félszáz tanulmányát közölték magyar és külföldi lapok.

## Fontosabb művei
- Magyarország tőzeglápjainak hasznosítása (Bp., 1912)
- Die Wirtschaftlichkeit des Heisslufttrocknens… (Die Chemische Fabrik, 1930. 4 – 6. sz.)
- Zeichnerisches Verfahren zur Berechnung von Wärmeaustauschern und Diffusionsapparaten (Die Chemische Fabrik, 1938. 43 – 44. sz.)
- Szárítókészülékek számítása (Bp., 1944)
- A szűrés és szűrőkészülékek (Bp., 1944)
- Gőzfűtésű elgőzölögtetők (Bp., 1947)
- Szárítóberendezések rendszerei (Bp., 1955)